# Waltyerryz
Waltyerryz Soares da Silva, mais conhecido como Waltyerryz (Rio Grande do Norte, 28 de Janeiro de 1991), é um streamer casual de League of Legends e Call of Duty: Warzone, brasileiro.

## Início nos games
Waltyerryz começou a frequentar LAN houses em Sant André, bairro da Vila Luzita de São Paulo, acompanhando seu irmão, Gudyê. Lá, era o mais novo e competia com jogadores mais velhos, e já mostrava seu lado provocador, característica que não abandonou até hoje como semi-profissional. Seguindo os passos do irmão, competia em Counter-Strike, más também se interessava por Warcraft III, e também no mod Defense of the Ancients (DotA), que se desenvolveu como um jogo autônomo. Entretanto, convencido de que atuar em mais de uma modalidade o impediria de atingir o melhor desempenho possível, abandonou o CS e ficou no League of Legends. Na época, também começou a fazer streaming de jogos a partir do computador e a monetizá-lo. 

## Vida Pessoal
Criado na periferia de Santo André-SP, no bairro jardim Santo André. Para ajudar a família, começou a trabalhar com 15 anos em ums LAN HOUSE. Desde então, não parou mais: foi atendente em um bar, Promoter, designer grafico e chegou até realizar alguns eventos.
Waltyerryz abandonou o ensino médio na sétima série. Sua meta e ser um streamer famoso, e foi nessa época que ele começou o namoro com a atual noiva Caroline Cabral Medeiro Santos. Logo depois, para se manter, passou a trabalhar como streamer. Comprou um PC parcelado e começou a streamar todos os dias, das 20h30 às 00h.

## League of Legends
Graças à sua experiência em alguns jogos de MMORPG, Waltyerryz não levou muito tempo para atingir bom nível na posição de atirador no League of Legends. Em fevereiro de 2018, apenas três meses após a sua entrada no gamer, Já pegou diamante 1, jogando de suporte.

## Reconhecimento
Waltyerryz é amplamente reconhecido como um dos maiores, figura do Call of duty: Warzone brasileiro. Conquistou 1 título  (2020, Dell pro Series).

## Prêmios e indicações
| Ano  | Organização            | DIA                     | Resultado | Ref. |
| ---- | ---------------------- | ----------------------- | --------- | ---- |
| 2021 | Dell pro Gaming Series | 1º dia e 2º dia do camp | Perdeu    |      |
| 2021 | Dell pro Gaming Series | 3º dia do camp          | perdeu    |      |
| 2021 | Dell pro Gaming Series | 4º dia e ultima queda   | Venceu    |      |
| 2021 | Batalha de Streamrs    | camp ofcial             | perdeu    |      |
| 2021 | bcrazy                 | camp bcrazy             | perdeu    |      |

## Ligações Externas
- Canal de Waltyerryz no YouTube
- Waltyerryz no Instagram
- Waltyerryz no X